# Lenguas de la frontera norte
Las lenguas de la frontera norte, lenguas tami o lenguas amanab-waris es una familia de lenguas papúes propuesta por Malcolm Ross. Se hablan en regiones cercanas a la frontera entre Indonesia y Papúa Nueva Guinea, extendiéndose a ambos lados de la misma.

## Clasificación
Existen tres ramas claras dentro de las lenguas tami, más una lengua aislada posiblemente emparentadas con estas lenguas.
- Subfamilia waris: Waris, Imonda, Manem, Senggi (Viid), Punda-Umeda (Sowanda), Waina (Sowanda), Daonda, Auwe (Simog), Amanab.
- Subfamilia taikat: Awyi, Taikat.
- Subfamilia bewani: Ainbai, Umeda, Kilmeri, Ningera, Pagi.
- ? Morwap (Elseng), lengua aislada

Laycock clasificó el morwap como una lengua aislada, pero notó similitudes en el sistema pronominal con las otras lenguas del grupo. Ross incluyó el morwap dentro de las lenguas amanab-waris aunque notó que no parece compartir muchas similitudes léxicas. Sin embargo, los datos sobre el morwap son muy pobres.

## Descripción lingüística

### Pronombres
Los pronombres que Ross reconstruye para las lenguas proto-amanab-waris es el siguiente:
| yo        | *ka  | nosotros (excl.) | *kia- ? |
| yo        | *ka  | nosotros (incl.) | *bile ? |
| tú        | *je  | vosotros         | ?       |
| él / ella | *ihe | ellos            | *ihe- ? |

### Comparación léxica
Los numerales en diferentes lenguas de la frontera norte son:
| GLOSA | Kilmeri           | Amanab-Waris | Amanab-Waris | Amanab-Waris     | Amanab-Waris    |
| GLOSA | Kilmeri           | Amanab       | Imonda       | Waris            | PROTO- AM.-WAR. |
| ----- | ----------------- | ------------ | ------------ | ---------------- | --------------- |
| '1'   | klokni            | mungu        | mugasl       | mogɔ/ mɔːgasal   | *moga(-sal)     |
| '2'   | dupua             | sambaga      | sabla        | sambla           | *samb-          |
| '3'   | ro-dupua ro-kini  | 2 + 1        | sabla mugõ   | samblamogɔ 2 + 1 | *2+1            |
| '4'   | ro-dupua ro-dupua | 2 + 2        | 2 + 2        | 2 + 2            | *2+2            |
| '5'   | an baka           | 2 + 2 + 1    | 2 + 2 + 1    | 2 + 2 + 1        | *2+2+1          |
| '6'   | 5 + 1             |              |              | 2 + 2 + 2        |                 |
| '7'   | 5 + 2             |              |              |                  |                 |
| '8'   | 5 + 3             |              |              |                  |                 |
| '9'   | 5 + 4             |              |              |                  |                 |
| '10'  | an kiniyo         |              |              |                  |                 |